# Max Lundström

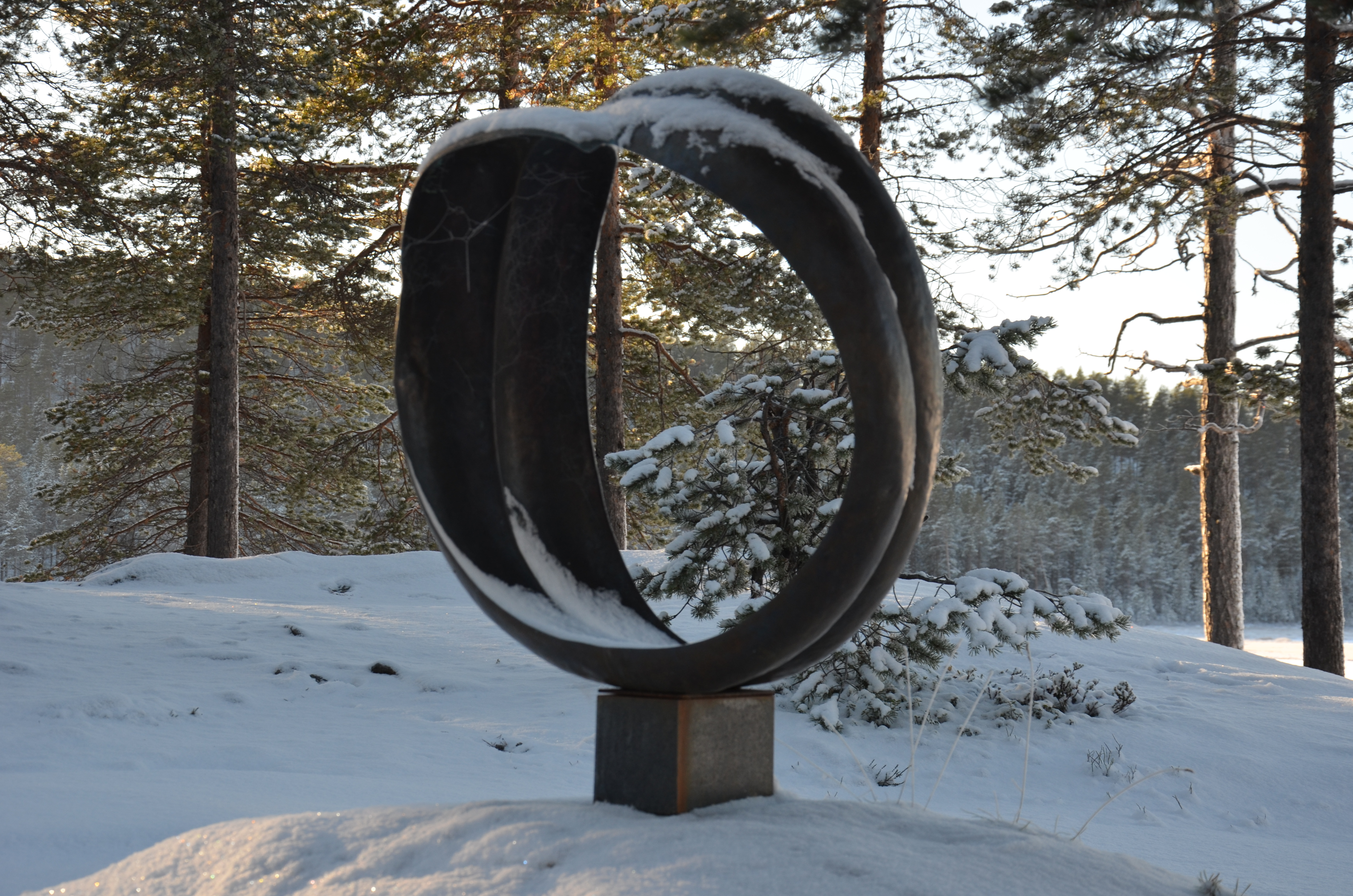
Hornkänsla i Jokkmokk

Max Birger Lundström, född 6 juli 1950 i Tåsjö församling, Västernorrlands län, är en svensk-samisk konsthantverkare.
Max Lundström växte upp i Björkvattsdalen i Tärna socken. Han arbetade tidigare vid gruvan i Stekenjokk, men blev yrkesmässig slöjdare 1985. Han har också varit resurslärare på Samernas utbildningscentrum sedan 2000. Han arbetar huvudsakligen i trä.
Max Lundström fick Västerbottens läns landstings kulturstipendium 2008. Han bor och arbetar i Volgsele station vid Inlandsbanan, 17 kilometer nordnordost om Vilhelmina.
| ”                                                                          | Under de senaste dryga tio åren har han arbetat med att vidareutveckla det samiska formspråket. Ett av hans kännetecken är den runda mjuka formen där mötet mellan material, form och funktion är väsentligt. Föremål som guksie, naphie, gievrie och utsökta knivar liksom alster med inspiration från former hos gierehtse (ackjan) och platser i landskapet ligger honom varmt om hjärtat. | „ |
| – Ur motiveringen för Ubmejen Biejviehs/Umeå Sameförenings hederspris 2011 | |   |

## Offentliga verk
- Hornkänsla/Tjåerviedåbtoe, 2005, Samiska skulpturparken i Jokkmokk